# Kaiser Jeep M715
El Kaiser Jeep M715 es un transporte de tropa norteamericano basado en el modelo de American Motors, el Jeep Wagoneer. En 1965 empezó el diseño y desarrollo del M715. El gobierno norteamericano adquiere estos vehículos con el fin de reemplazar a los ya vetustos M37. Entre 1967 a 1969 más de 33,000 unidades del camión fueron producidas en la planta de Toledo, estado de Ohio. El modelo también fue producido en Argentina por IKA (Industrias Kaiser Argentina).
La fabricante coreana Kia actualmente está diseñando una variante con licencia del gobierno de los EE. UU. denominada KM450 para el Ejército Surcoreano. La Fabricante hindú Tata/Vectra también está diseñando una variante de este modelo para su propio ejército, ante el requerimiento de un vehículo de peso bajo multipropósito.

## Series de Vehículos Jeep M715
Las Variantes del M715 incluye a los siguientes modelos:
Variantes Militares
- M715 - cargo/transporte de tropa.
- M724 - cab/chasís carrozable.
- M725 - ambulancia.

Variantes Civiles
- M726 - Mantenimiento de Servicios y Postes telefónicos.

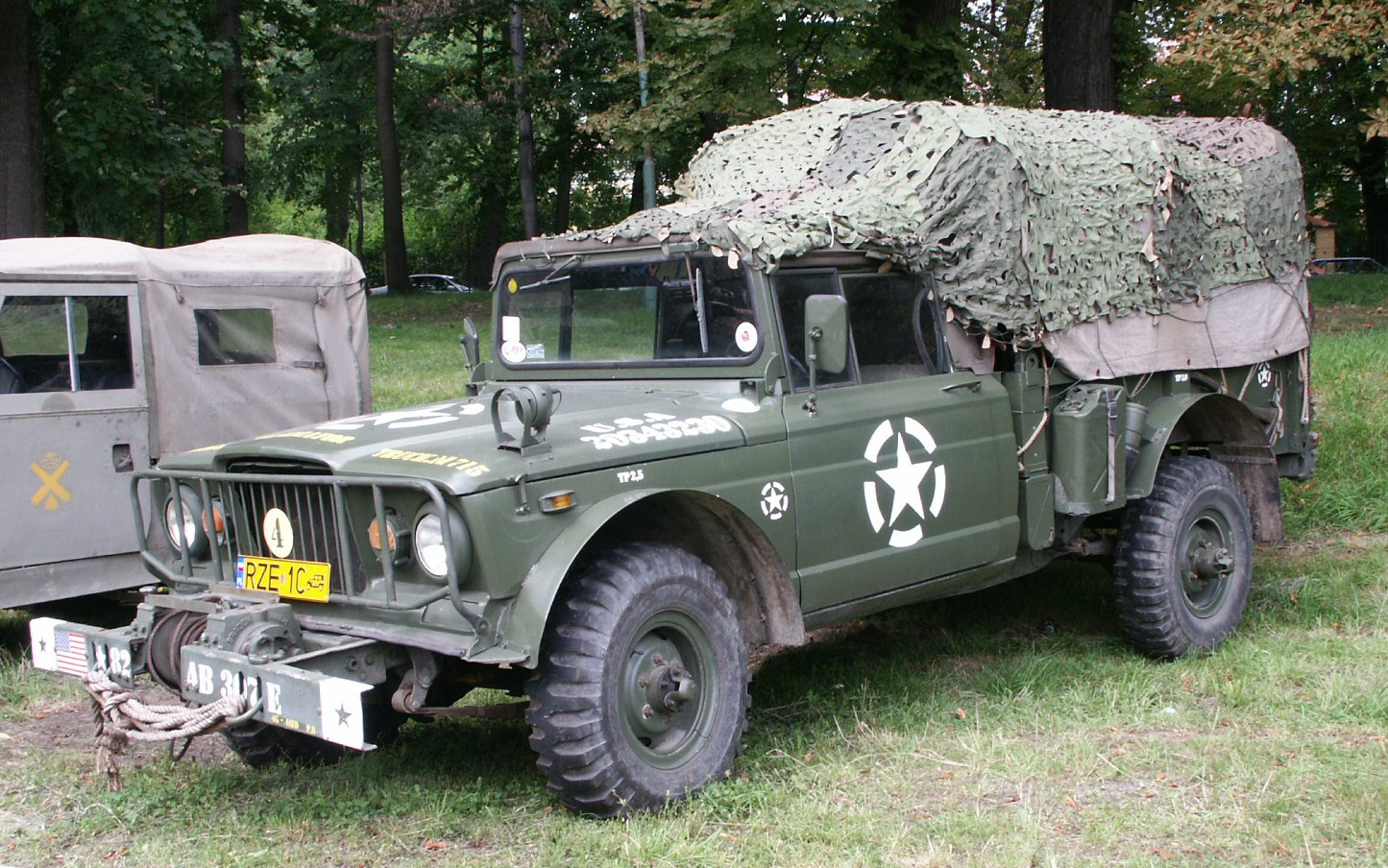
Modelo M715

## Especificaciones Técnicas
- Largo: 
  - Con Winche Eléctrico 5.61 m(220.75 pulg.)
  - Sin Winche Eléctrico 5.33 m (209.75 pulg.)
- Ancho 2.1590 m (85 pulg.)
- Altura:
  - Al planchón (con la carpa de carga instalada) 1,97 m (87.7 pulgadas)
  - A la cabina 1,70 m (75 pulgadas), reducible hasta 1,32 m (59 pulgadas)
- Peso: 3,1 t (3100 kg) (5180 lbs.)
- Motor: 6 cilindros; en línea, 3.400 cm³ (230.5 pulgadas³)
- Caballos de potencia: 132.5 hp
- Transmisión: Warner, T-98 cuatro velocidades, sincrónica
- Caja de Cambios: de 4 velocidades adelante; 2 velocidades atrás, NP200, 1.91:1 de bajo rango
- Ejes de Propulsión: 
  - Frontal: Dana 60
  - Trasero: Dana 70
  - Relación Par Peso/Potencia: 5.87:1
- Sistema eléctrico: 24 voltios, utilizando dos baterías de 12 V en serie
- Sistema de Frenos: hidráulicos, de Tambor en las 4 ruedas
- Combustible: gasolina
- Capacidad de combustible: 106 L (28 U.S. gals.)
- Velocidad máxima: 95 km/h. (55 mp/h)
- Radio de giros: 9,8 m (28 pies)
- Neumáticos y llantas: 9.00 x 16 8-ply

## Operadores

### Militares
- Estados Unidos
- Argentina
- Birmania
- Chile
- Colombia
- Corea del Sur
- Ecuador
- Guatemala
- Honduras
- India
- Israel

en versiones modificadas y construidas localmente, más sofisticadas como el Abir
- México
- Perú
- Venezuela

### Civiles
- Estados Unidos
- Argentina
- Birmania
- Bolivia
- Chile
- Colombia
- Corea del Sur
- Ecuador
- Guatemala
- Honduras
- India
- México
- Perú
- Venezuela